# (15992) Cynthia
(15992) Cynthia (1998 YL4) – planetoida z grupy pasa głównego asteroid okrążająca Słońce w ciągu 3,54 lat w średniej odległości 2,32 j.a. Odkryta 18 grudnia 1998 roku.